# Лужки (Глуховский район)
Лужки (укр. Лужки) — село,
Червоненский поселковый совет,
Глуховский район,
Сумская область,
Украина.
Код КОАТУУ — 5921555502. Население по переписи 2001 года составляло 75 человек.

## Географическое положение
Село Лужки находится на левом берегу реки Эсмань, недалеко от её истоков,
ниже по течению примыкает пгт Эсмань,
на противоположном берегу — село Калиновка.
Рядом проходит автомобильная дорога М-02 (E 101).